# Sérgio Oliveira
Sérgio Miguel Relvas de Oliveira (ur. 2 czerwca 1992 w Santa Maria da Feira) – portugalski piłkarz występujący na pozycji pomocnika.
Najwięcej występów zaliczył dla portugalskiego FC Porto. W latach 2018–2021 reprezentant Portugalii. Uczestnik Mistrzostw Europy w 2020 roku.

## Kariera klubowa

### FC Porto
Urodzony w Paços de Brandão, w dystrykcie Aveiro, Oliveira dołączył do systemu młodzieżowego FC Porto w 2002 roku, mając 10 lat. W dniu 17 października 2009 roku stał się najmłodszym zawodnikiem w historii klubu, debiutując w wieku 17 lat, 4 miesięcy i 15 dni, podczas wygranej 4-0 w meczu z Sertanense F.C. w trzeciej rundzie Taça de Portugal. Podczas tego meczu zaliczył asystę dla Hulka przy jednym z goli. Podpisał odnowiony kontrakt na kolejny miesiąc, obowiązujący do czerwca 2012 roku z klauzulą wykupu wynoszącą 30 milionów euro.

### Wypożyczenia
- W sezonie 2010-11 był wypożyczony do S.C. Beira-Mar z Primeira Liga[2].
- W lato 2011 roku, nadal będąc zawodnikiem Porto, został uznany za zbędnego przez nowego trenera Vítora Pereirę, dołączając do belgijskiego klubu K.V. Mechelen[3].
- Wrócił do kraju podpisując kontrakt z F.C. Penafiel w drugiej lidze[4].

### Paços de Ferreira
W 2013 roku podpisał trzyletni kontrakt z Paços de Ferreira, również występując w Primeira Liga. W dwóch sezonach zdobył cztery bramki w lidze.

### Powrót do Porto
Po powrocie do Porto przed sezonem 2015–16, zdobył swojego pierwszego gola dla klubu w meczu półfinałowym Pucharu Portugalii przeciwko Gil Vicente F.C. 3 lutego 2016 roku.

### Wypożyczenia i sukcesy
- Wypożyczenie do FC Nantes w sezonie 2016-17[10][9]
- Wypożyczony do PAOK FC w sezonie 2018-19, zdobył dublet[11][12].
- W sezonie 2019–20, pomógł Porto w zdobyciu kolejnego dubletu, pokonując S.L. Benficę w krajowych rozgrywkach[13].
- W sezonie 2020–21 zdobył 20 goli, a także kluczowe bramki w Lidze Mistrzów[14][15].

### Wypożyczenie do AS Roma
W styczniu 2022 roku dołączył do włoskiego klubu AS Roma, prowadzonego przez rodaka José Mourinho. Jego debiut zakończył się zdobyciem gola z rzutu karnego przeciwko Cagliari Calcio. Zdobył jedną z kluczowych bramek w wygranej AS Roma w inauguracyjnej edycji Liga Konferencji Europy UEFA w sezonie 2021-22.

### Galatasaray
W lipcu 2022 roku Galatasaray S.K. ogłosił podpisanie kontraktu z Oliveirą na cztery lata. W sezonie 2022-23 zdobył tytuł mistrza Turcji w swoim pierwszym sezonie.

## Statystyki kariery
(aktualne na dzień 8 sierpnia 2016)
| Klub                        | Sezon              | Liga               | Liga  | Liga   | Puchary krajowe | Puchary krajowe | Europa | Europa | Suma  | Suma   |
| Klub                        | Sezon              | Liga               | Mecze | Bramki | Mecze           | Bramki          | Mecze  | Bramki | Mecze | Bramki |
| --------------------------- | ------------------ | ------------------ | ----- | ------ | --------------- | --------------- | ------ | ------ | ----- | ------ |
| FC Porto                    | 2009/10            | Primeira Liga      | 0     | 0      | 3               | 0               | 0      | 0      | 3     | 0      |
| SC Beira-Mar (wyp.)         | 2010/11            | Primeira Liga      | 6     | 0      | 5               | 0               | –      | –      | 11    | 0      |
| Mechelen (wyp.)             | 2011/12            | Eerste klasse      | 6     | 1      | 2               | 2               | –      | –      | 8     | 3      |
| FC Penafiel (wyp.)          | 2011/12            | Segunda Liga       | 12    | 2      | 1               | 1               | –      | –      | 13    | 3      |
| FC Porto                    | 2012/13            | Primeira Liga      | 0     | 0      | 0               | 0               | 0      | 0      | 0     | 0      |
| FC Paços de Ferreira (wyp.) | 2013/14            | Primeira Liga      | 30    | 2      | 5               | 1               | 6      | 0      | 41    | 3      |
| FC Paços de Ferreira        | 2014/15            | Primeira Liga      | 26    | 2      | 1               | 0               | –      | –      | 27    | 2      |
| FC Porto                    | 2015/16            | Primeira Liga      | 9     | 2      | 8               | 1               | 1      | 0      | 18    | 3      |
| Ogólnie w karierze          | Ogólnie w karierze | Ogólnie w karierze | 89    | 9      | 25              | 5               | 6      | 0      | 121   |        |

## Reprezentacja narodowa
Sérgio Oliveira zadebiutował w seniorskiej reprezentacji Portugalii w 2018 roku, biorąc udział w Mistrzostwach Europy 2020. W karierze reprezentacyjnej uczestniczył również w eliminacjach do Mistrzostw Świata 2022.

## Życie prywatne
W czerwcu 2019 roku Sérgio Oliveira wziął ślub z Andreią Filipą Barros.

## Sukcesy

### FC Porto
- Mistrzostwo Portugalii: 2017/18, 2019/20, 2021/2022
- Puchar Portugalii: 2009/10, 2019/20, 2021/22
- Superpuchar Portugalii: 2019, 2021
- Finalista pucharu ligi Portugalskiej: 2009/10

### AS Roma
- Liga Konferencji Europy UEFA: 2021/22

### Galatasaray SK
- Mistrzostwo Turcji: 2022/23

### PAOK
- Mistrzostwo Grecji: 2018/19
- Puchar Grecji: 2018/19

### Reprezentacja Portugalii
- Mistrzostwa świata U-20: 2011
- Mistrzostwa Europy U-21: 2015[27]

### Indywidualne
- Drużyna roku Primeira Liga: 2020/21[28]
- Gracz sezonu FC Porto: 2020/21[14]
- Drużyna roku Ligi Mistrzów UEFA: 2020/21[29]
- Pomocnik miesiąca Primeira Liga: Luty 2020[30], Marzec 2021[31]